# World Misanthropy (DVD)
World Misanthropy – album DVD norweskiej blackmetalowej grupy muzycznej Dimmu Borgir. Wydawnictwo ukazało się 28 maja 2002 roku w postaci dwóch płyt DVD i jednej płyty CD. Materiał na pierwszą płytę został nagrany podczas trasy koncertowej promującej, wydaną w 2001 roku, piątą płytę zespołu - Puritanical Euphoric Misanthropia. Druga płyta DVD zawiera materiały nagrane podczas wcześniejszych tras oraz różne inne nagrania.

## Muzycy
- Stian "Shagrath" Thoresen – śpiew
- Sven "Silenoz" Atle Kopperud – gitara
- Thomas Rune "Galder" Andersen Orre – gitara
- Nicholas Barker - perkusja
- Simen "ICS Vortex" Hestnæs – gitara basowa, śpiew
- Øyvind Johan "Mustis" Mustaparta – instrumenty klawiszowe

gościnnie
- Andy LaRocque - solo gitarowe w utworze "Devil's Path"

## Lista utworów
Opracowano na podstawie materiału źródłowego.
| DVD 1 | DVD 1                                                            | DVD 1   |
| Nr    | Tytuł utworu                                                     | Długość |
| ----- | ---------------------------------------------------------------- | ------- |
| 1.    | „Blessings Upon the Throne of Tyranny” (Wacken, 2001)            | 5:22    |
| 2.    | „The Blazing Monoliths of Defiance” (Stuttgart, 4 kwietnia 2001) | 4:44    |
| 3.    | „IndoctriNation” (Wacken, 2001)                                  | 6:10    |
| 4.    | „The Insight and the Catharsis” (Stuttgart, 4 kwietnia 2001)     | 7:08    |
| 5.    | „Puritania” (Wacken 2001)                                        | 3:06    |
| 6.    | „Tormentor of Christian Souls” (Stuttgart, 4 kwietnia 2001)      | 5:30    |
| 7.    | „Kings of the Carnival Creation” (Wacken, 2001)                  | 7:57    |
| 8.    | „The Maelstrom Mephisto” (Stuttgart, 4 kwietnia 2001)            | 4:45    |
| 9.    | „Backstage Footage And Home Videos”                              |         |

| DVD 2 | DVD 2 | DVD 2   |
| Nr    | Tytuł utworu | Długość |
| ----- | --- | ------- |
| 1.    | „Stormblast” (Kraków, Polska, 1998) | 4:34    |
| 2.    | „Entrance” (Kraków, Polska, 1998) | 4:17    |
| 3.    | „Hunnerkongens Sorgsvarte Ferd Over Steppene” (Kraków, Polska, 1998) | 2:57    |
| 4.    | „Alt Lys Er Svunnet Hen” (1995) | 4:38    |
| 5.    | „Spellbound (By the Devil)” (1997) | 4:05    |
| 6.    | „Arcane Lifeforce Mysteria” (1999) | 6:58    |
| 7.    | „Puritania” (2001) | 3:06    |
| 8.    | „Photogalleries - Official Press Pictures - Live Pictures (Tourdates 1. Pic) - Backstage & Friends - P.E.M Orchestra Studio Session - Available Dimmu Borgir Merchandise” |         |

| Bonus CD | Bonus CD                                                               | Bonus CD |
| Nr       | Tytuł utworu                                                           | Długość  |
| -------- | ---------------------------------------------------------------------- | -------- |
| 1.       | „Masses for the New Messiah”                                           | 5:11     |
| 2.       | „Devil's Path” (Re-recorded version of the one found on their 1996 EP) | 6:05     |
| 3.       | „Blessings upon the Throne of Tyranny” (Wacken, 2001)                  | 5:22     |
| 4.       | „Kings of the Carnival Creation” (Wacken, 2001)                        | 7:57     |
| 5.       | „Puritania” (Wacken 2001)                                              | 3:06     |
| 6.       | „IndoctriNation” (Wacken 2001)                                         | 6:10     |